# Denis Verduga Zavala
Denis Verduga Zavala (ur. 14 marca 1953, zm. 9 grudnia 2014) – meksykański szachista i trener szachowy, reprezentant Ekwadoru do 1985, mistrz międzynarodowy od 1975 roku.

## Kariera szachowa
W czasie swojej kariery dwukrotnie (1974, 1978) wystąpił w barwach Ekwadoru na szachowych olimpiadach. W 2000 był zgłoszony do olimpijskiej drużyny Meksyku, ale nie rozegrał żadnej partii. Oprócz tego, w 1971 r. reprezentował narodowe barwy na drużynowych mistrzostwach państw panamerykańskich.
W 1987 odniósł największy sukces w karierze, zwyciężając (wspólnie z Carlosem Garcia Palermo) w memoriale Jose Raula Capablanki w Camaguey. W 1988 zajął IV miejsce (za Wolfgangiem Unzickerem, Peterem Lukacsem i Julianem Hodgsonem) w kolejnym międzynarodowym turnieju, rozegranym w Almadzie.
Najwyższy ranking w karierze osiągnął 1 stycznia 1981 r., z wynikiem 2480 punktów zajmował wówczas 1. miejsce wśród ekwadorskich szachistów.